# Mudi
Mudi – rasa psów należąca do psów pasterskich i zaganiających, zaklasyfikowana do sekcji psów pasterskich (owczarskich). Nie jest poddawana próbom pracy.

## Rys historyczny
Hans Räber podaje (za Sárkánim i Ócsagą), że Mudi jest rasą powstałą w okolicach przełomu XIX i XX wieku. W latach trzydziestych profesor Dezsö Fényes zainteresował się psami, będącymi trzecią odmianą (po Puli i Pumi) węgierskich psów zaganiających oraz owczarskich. Zaprezentował on rasę Mudi (jako Canis familiaris ovilis Fényesi Anghi) po raz pierwszy na wystawie psów w Budapeszcie w roku 1936. Wyglądem psy tej rasy zbliżone były do dawnego szpica pasterskiego, posiadały stojące, spiczaste uszy i kosmaty włos, krótki na głowie i na przedniej stronie kończyn. Współcześnie, bądź do niedawna Mudi nie był rasą całkowicie ujednoliconą - w latach 90. Hans Räber wspominał, że do księgi rodowodowej były wpisywane osobniki o nieznanym pochodzeniu, jednak musiały być psami pracującymi.

## Wygląd

### Budowa
Mudi to średniej wielkości pies ze stojącymi uszami, ma klinowatą głowę i możliwie jak najciemniejsze oczy. Ogon psa tej rasy jest osadzony średnio wysoko i ma zagięty do góry koniec, pojawia się na nim tzw. "pióro", czyli dłuższy włos. Mudi porusza się szybkim i żwawym krokiem na okrągłych stopach. Wyglądem jest rasą zbliżoną do owczarka chorwackiego, którego zasięg występowania rozciąga się w okolicach granicy Chorwacji z Węgrami.

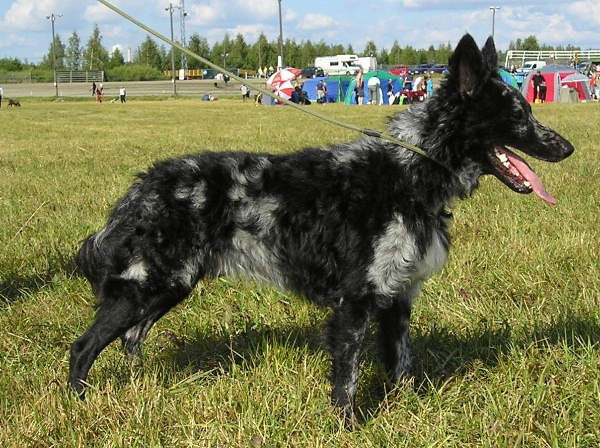
Pies rasy Mudi o umaszczeniu blue merle

### Szata i umaszczenie
Mudi występują w wielu odmianach maści, ale najczęściej spotkane są: czarna, biała, czekoladowa i blue-merle. Typ sierści to lekko kręcona lub falista, miękka w dotyku szata o długości ok. 4-7 cm. Szata nie wymaga szczególnej pielęgnacji.

## Zachowanie i charakter
Mudi jest rasą psów odpornych i wytrzymałych, przyzwyczajonych do pracy. Aktywne i bystre, dobrze współpracują z człowiekiem. Dobrze znoszą warunki miejskie, jeśli mają tylko możliwość spędzania czasu w sposób bardzo aktywny.

## Użytkowość
Mudi na Węgrzech jest psem często hodowanym, także współcześnie, jako pies stróżujący, pasterski  oraz towarzyszący. Wykorzystywany jest także w służbach do wykrywania narkotyków. Sprawdza się w agility.